# Komisariat Straży Granicznej „Kalety”
Komisariat Straży Granicznej „Kalety” – jednostka organizacyjna Straży Granicznej pełniąca służbę ochronną na granicy polsko-niemieckiej w latach 1928–1939.

## Geneza
Objęcie granicy na Śląsku przez Straż Celną nastąpiło 16 czerwca 1922 roku. W Kaletach utworzony został komisariat straży celnej.
W drugiej połowie 1927 przystąpiono do gruntownej reorganizacji Straży Celnej. W praktyce skutkowało to rozwiązaniem tej formacji granicznej.
Z dniem 8 marca 1928 placówka Piaseczna przekazana została do komisariatu „Tarnowskie Góry”, a 31 marca zlikwidowano placówkę „Krywałd“. Na bazie obsady tej ostatniej, z dniem 1 kwietnia utworzono placówkę II linii „Koszęcin”. Już 25 czerwca komisariat przekazał do komisariatu Lubliniec placówkę „Brusiek”. W tym samym dniu zlikwidowano też placówkę „Koszęcin”, a następnym dniu przekazano placówki „Mikołeska”, „Boruszowice”, „Kalety” i oddział konny do komisariatu „Tarnowskie Góry”. Z tym też dniem zlikwidowano też komisariat „Kalety”

## Formowanie i zmiany organizacyjne
Rozporządzeniem Prezydenta Rzeczypospolitej Polskiej Ignacego Mościckiego z 22 marca 1928 roku, do ochrony północnej, zachodniej i południowej granicy państwa, a w szczególności do ich ochrony celnej, powoływano z dniem 2 kwietnia 1928 roku  Straż Graniczną.
Rozkazem nr 4 z 30 kwietnia 1928 roku w sprawie organizacji Śląskiego Inspektoratu Okręgowego dowódca Straży Granicznej gen. bryg. Stefan Pasławski przydzielił komisariat „Lubecko” do Inspektoratu Granicznego nr 14 „Lubliniec” i określił jego strukturę organizacyjną. Komisariat został zlikwidowany z dniem 30 września 1929. Swoje placówki I linii „Glinica” i „Pawonków” przekazał do komisariatu „Lubliniec”, a placówkę „Pawełki” do komisariatu „Herby”.
W rozkazie nr 10 z 5 listopada 1929 roku w sprawie reorganizacji Śląskiego Inspektoratu Okręgowego komendant Straży Granicznej płk Jan Jur-Gorzechowski komisariatowi Straży Granicznej „Kalety”, określił numer i strukturę komisariatu.
Polecenie odtworzenia komisariatu Straży Granicznej „Kalety” otrzymał dotychczasowy komendant komisariatu „Lubecko” aspirant Romuald Jakimowicz.
Z dniem 30 listopada 1929 został utworzony ponownie komisariat „Kalety”.
Rozkazem nr 12 z 14 lipca 1939 roku w sprawie reorganizacji placówek II linii i posterunków wywiadowczych oraz obsady personalnej, komendant Straży Granicznej gen. bryg. Walerian Czuma zniósł posterunek SG „Kamienica Ślaska” i  „Woźniki”.

## Służba graniczna
Sąsiednie komisariaty:
- komisariat Straży Granicznej „Herby” ⇔ komisariat Straży Granicznej „Lubliniec” − 1928
- komisariat Straży Granicznej „Lubliniec” ⇔ komisariat Straży Granicznej „Tarnowskie Góry” − listopad 1929

## Funkcjonariusze komisariatu
| Kierownicy/komendanci komisariatu | Kierownicy/komendanci komisariatu | Kierownicy/komendanci komisariatu | Kierownicy/komendanci komisariatu       |
| stopień                           | imię i nazwisko                   | okres pełnienia służby            | kolejne stanowisko                      |
| --------------------------------- | --------------------------------- | --------------------------------- | --------------------------------------- |
| podkomisarz                       | Romuald Jakimowicz                | 3 IX 1928 – 17 XII 1929           | II oficer komisariatu „Tarnowskie Góry” |
| podkomisarz                       | Aleksander Dzierżek               | 4 XII 1929 – 7 XI 1933            | kierownik komisariatu „Lipiny”          |
| aspirant                          | Stanisław Gojawiczyński           | 15 XI 1933 – 15 VI 1934           | przeniesiony w stan nieczynny           |
| komisarz                          | Edward Makowski                   | 8 VII 1934 –                      |                                         |
| komisarz                          | Kazimierz Dziemidowicz            | był XI 1937                       |                                         |
| podkomisarz                       | Rafał Sławoszewski                | 19 II 1938 -                      |                                         |
| Zastępcy komendanta komisariatu   |                                   |                                   |                                         |
| starszy strażnik                  | Adam Laszecki                     | 1 V 1939 –                        |                                         |

## Struktura organizacyjna
Organizacja komisariatu w kwietniu 1928:
- komenda − Lubecko
- placówka Straży Granicznej I linii „Pawełki”
- placówka Straży Granicznej I linii „Glinica”
- placówka Straży Granicznej I linii „Pawonków”
- placówka Straży Granicznej II linii „Lubecko”

Organizacja komisariatu w listopadzie 1929:
- 4/14 komenda − Kalety
- placówka Straży Granicznej I linii „Brusiek”
- placówka Straży Granicznej I linii „Mikołeska”
- placówka Straży Granicznej I linii „Boruszowice”
- placówka Straży Granicznej II linii „Kalety”